# Arthur Percival
Arthur Ernest Percival OB, OSD, Mb, OEB, MC, OV, St.J, DL, (Aspenden, 26 de dezembro de 1887 – Londres, 31 de janeiro de 1966) foi um general britânico, comandante das forças armadas da Comunidade Britânica na Malásia, Sudeste Asiático, quando da rendição de Singapura ao exército invasor japonês em fevereiro de 1942, durante a Segunda Guerra Mundial.
A rendição das tropas britânicas a um exército inimigo invasor em número muito inferior de soldados é considerada a maior capitulação da história do Império Britânico e minou permanentemente o prestígio do poder imperial da Grã-Bretanha no Extremo Oriente.
Antes da eclosão da Guerra do Pacífico, o general de brigada Percival foi o chefe de estado-maior  do 1º Corpo da Força Expedicionária Britânica entre 1939 e 1940. No meio daquele ano foi transferido para o comando de uma divisão em Essex, não participando da luta do corpo expedicionário em terras francesas. Após a retirada de Dunquerque, Percival pediu um comando efetivo de tropas ao Gabinete de Guerra e passou os nove meses seguintes como principal responsável pela fortificação militar de 90 km de praias inglesas, em preparo para a esperada invasão nazista às Ilhas Britânicas

## Comandante da Malásia
Em maio de 1941 Percival foi temporariamente promovido a tenente-general – a maior patente do exército - e nomeado comandante militar da Malásia – então domínio britânico na Ásia – embarcando para o Extremo Oriente numa longa viagem de duas semanas pela Europa, África e Oriente Médio até chegar a Singapura, seu destino final.

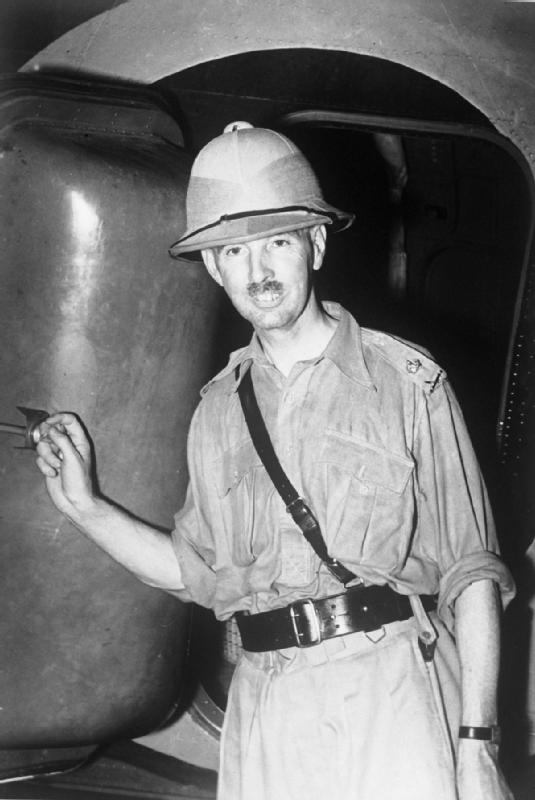
Percival chega a Singapura em 1941.

Este era um comando bastante significativo para ele, que nunca havia comandado um grupo de exércitos, mas durante a viagem Percival pensava na ironia do que o esperava, pois para ele havia duas grandes possibilidades neste comando, nenhuma das duas muito animadoras: passar anos num comando inativo e esquecido fora da luta, caso a guerra não eclodisse na Ásia ou, caso ela acontecesse, se encontrar na situação de ter que lutar com forças mal armadas e mal preparadas durante o começo das hostilidades, como acontecia com as unidades dos pontos mais distantes do Império.
Em sua chegada à Malásia, ele colocou em treinamento as tropas, principalmente os indianos, cujos oficiais em sua maioria tinham retornado à Índia para a formação de um novo exército nacional no próprio país e aumentou as defesas da península.
Com a ocupação japonesa do sudeste da Indochina em julho de 1941 e as sanções baixadas pelos Estados Unidos, Holanda e Grã-Bretanha cortando o suprimento de petróleo e borracha ao Japão, ficou claro que os japoneses iriam precisar buscar em algum lugar as matérias-primas fundamentais para sua luta contra a China, que se arrastava desde 1937 (ver Segunda Guerra Sino-Japonesa) e para evitar o colapso do funcionamento do seu parque industrial no Japão.

## Invasão e Rendição
Em 8 de dezembro de 1941 – um dia antes do ataque a Pearl Harbor porque as duas regiões se encontram em lados opostos da Linha Internacional de Data - o 25º Exército Japonês do general Tomoyuki Yamashita entrou na península malaia, tomando a cidade de Kota Bharu, na região costeira do país, numa manobra diversionária, enquanto o grosso do exército desembarcava na costa sudeste da Tailândia e rapidamente  atravessava a fronteira entrando na Malásia.

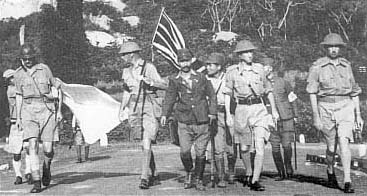
Percival (dir. de bigode) caminha escoltado para a rendição.

Os japoneses, pegando de surpresa os britânicos pelas costas – cujas formidáveis defesas navais em Singapura, na ponta da península, podiam resistir a qualquer ataque por mar - avançaram rapidamente e em 27 de janeiro Percival ordenou um recuo geral das tropas, concentrando-as na defesa de uma linha de 90 km ao longo do litoral da península, formando um cinturão de  proteção a Singapura.
Mas a resistência foi quebrada pelas tropas japonesas, que em 8 de fevereiro desembarcaram na costa noroeste da ilha. Após uma semana de combates, em que as tropas da Comunidade Britânica combatiam recuando pelo interior da ilha para prolongar o tempo necessário à evacuação dos civis europeus de Singapura, e ciente de que a água e a munição estavam no fim, ele concordou com a rendição. O general foi obrigado pelo comandante japonês a marchar sob a bandeira branca, na frente da comissão de rendição, até o local da assinatura do documento oficial pelos britânicos. Percival se rendia após dez semanas de combate, em que foram contabilizados, entre as baixas das tropas defensoras, 7500 mortos e 11000 feridos, contra 3500 mortos e 6100 feridos entre os atacantes japoneses.

## Cativeiro e Libertação
Arthur Percival ficou preso brevemente em Singapura até ser removido com seus oficiais superiores para Formosa e dali para a Manchúria, onde se tornou prisioneiro de guerra ao lado de outro famoso general aliado, o norte-americano Jonathan Wainwright, ex-comandante derrotado das forças aliadas nas Filipinas, também invadidas e conquistadas pelo Japão, num campo de prisioneiros para altos oficiais ao norte de Mukden.
Ali ele passou mais de três anos encarcerado,  até ser libertado nos últimos dias de guerra e levado à Baía de Tóquio, onde ao lado de Wainwright assistiu a cerimônia de rendição incondicional do Japão a bordo do couraçado USS Missouri.
Percival e Wainwright foram transportados de avião do Japão até as Filipinas, e lá receberam a rendição das tropas japonesas no país do general Yamashita, o mesmo que havia comandado as tropas imperiais na invasão da Malásia em 1942, que se mostrou bastante surpreso em ver seu ex-adversário derrotado presente à cerimônia. A mesma bandeira que Percival carregou em seu caminho até o local de rendição de Singapura três anos antes, se tornou testemunha desse reverso da fortuna entre os homens, quando foi hasteada na  entrega de Singapura novamente aos britânicos na cerimônia formal de rendição japonesa na ilha, em 1945.
Enquanto Wainwright se tornou um herói nacional nos Estados Unidos em seu retorno, Percival se viu no centro de críticas por sua atuação na Malásia. Mesmo promovido a tenente-general antes de sua aposentadoria do exército em 1946, ele não foi condecorado cavalheiro, comenda usual destinada aos militares que chegam a mais alta patente das forças armadas britânicas. Entretanto, graças a sua condição de prisioneiro de guerra por mais de três anos, o general sempre teve o respeito da sociedade de seu país, chegando a liderar em mandato vitalício a Associação de Prisioneiros de Guerra do Extremo Oriente, conseguindo mais de 5 milhões de libras em ajuda financeira a seus companheiros veteranos e suas famílias, tiradas de fundos japoneses congelados na economia ocidental.
Arthur Percival morreu aos 78 anos em 31 de janeiro de 1966 em Westminster, região central de Londres,e a missa de corpo presente em seu sepultamento foi rezada pelo ex-arcebispo de Singapura, ao tempo de seu comando na Malásia, Leonard Wilson.